# スズキ・GSX-R1000
GSX-R1000（ジーエスエックスアールせん）は、スズキが製造しているスーパースポーツタイプのオートバイ（大型自動二輪車）である。GSX-Rシリーズにおけるフラグシップモデルとして位置付けられており、スズキは「The Top Performer」をスローガンに掲げ、「走る」「曲がる」「止まる」の二輪車としての基本性能を極限にまで突き詰めたモデルになっている。略称は『R1000』。

## 概要

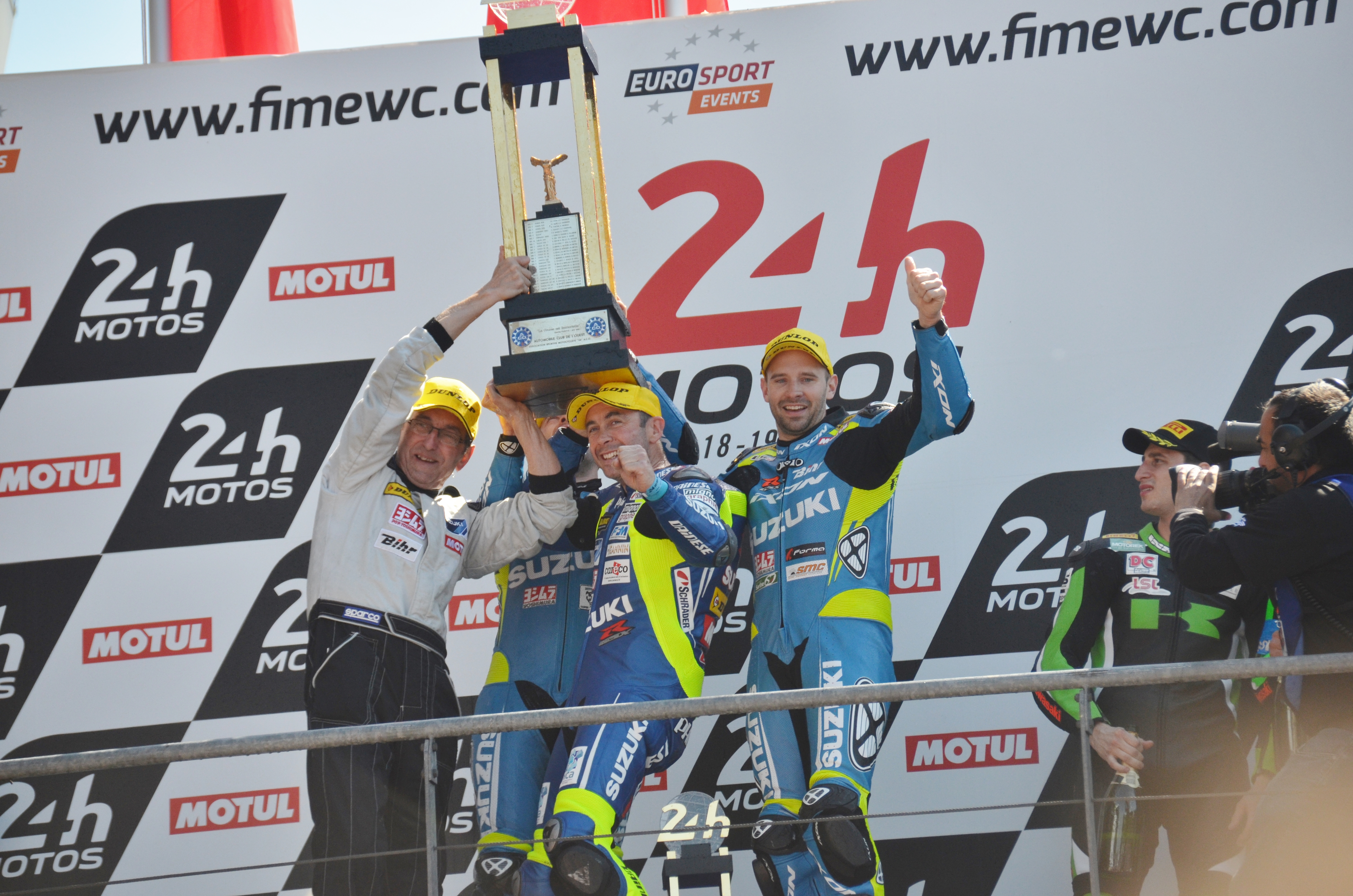
2015年GSX-R 1000Rを駆りル・マン24時間総合優勝を果たしたSERT（スズキ・エンデュランス・レーシング・チーム）

GSX-R1000のエンジンのルーツは1996年型GSX-R750の3分割クランクケースエンジンまで遡るが、これは元来、排気量アップを念頭に置いていない750 ccに最適化して開発されたエンジンであった。そのためシリンダピッチにあまり余裕がなく、1,000 cc化にあたり、当初は72 mmから73 mmと、1気筒あたり1 mmしかボアを広げることができなかった。エンジンを一から新造するには膨大なコストと時間がかかるため、シリンダヘッドを2000年型GSX-R750と共通とし、ストロークを46 mmから59 mmへと13 mmも伸ばすことで、1,000 ccフルスケールにわずかに足らない987.8 ccまで拡大され、最高出力は160 PSを発生。ボアストローク比0.808と高出力スーパースポーツ車のエンジンとしては異例のロングストローク型エンジンとなったが、これが扱いやすい出力特性を得る結果に繋がった。
登場時において、ライバル車のCBR929RRやYZF-R1とはエンジンパワーで勝っており、世界中のサーキットで大活躍した。特に、改造範囲の狭いプロダクションレースではノーマル状態でのパワー差がそのまま順位に現れやすいため、R1000ワンメイクの様相を呈するほどであった。CBR900RRが興し、YZF-R1の登場によってライバルを得たスーパースポーツの分野は、GSX-R1000（K1）の登場によって新たな局面を迎え、国内4社による開発競争を加速させる事となった。

## モデル一覧

### 2001年型（K1、K2）

#### 2001年仕様（K1）
2000年型GSX-R750のエンジンを987.8 ccに排気量アップし、フレームやスイングアームを若干強化した車体に搭載して2001年に登場した。キャッチコピーは「Own The Racetrack」（サーキットの覇者）。
以下のカラーバリエーションで発売された。
- ██パールスズキディープブルー×パールスティールホワイト
- ██パールノベルティーブラック×メタリックソニックシルバー
- ██メタリックサターンブラック×パールヘリオスレッド

#### 2002年仕様（K2）
カラーバリエーションが以下のように改められた。
- ██パールスズキディープブルー×パールスティールホワイト
- ██キャンディーグランブルー×パールノベルティーブラック
- ██メタリックサターンブラック×パールヘリオスレッド

### 2003年型（K3、K4）
2003年に初のフルモデルチェンジを受けた。
- エンジンはポンピングロスの低減やラムエア効率の向上
- ECUの32ビット化
- 最高出力164 PS
- フレームは押し出し材に変更のうえ可変式スイングアームピボットを採用し新設計
- 乾燥重量の2 kg軽量化
- 公称数値によるパワーウエイトレシオは1.02 kg/PS
- フロントブレーキにラジアルマウント式の4ポットキャリパー
- テールランプにLEDを採用

レースでは、北川圭一が2003年全日本ロードレース選手権のJSB1000クラスにおいてシリーズチャンピオンを獲得した。2004年には他社から相次いで新モデルが投入され、JSB1000では前年覇者の北川もシリーズ10位という結果であった（R1000の最高位は渡辺篤の6位）。

#### 2003年仕様（K3）
以下のカラーバリエーションで発売された。
- ██パールスズキディープブルーNo2×グラススプラッシュホワイト
- █メタリックソニックシルバー
- ██キャンディバーニングクーパー×ソリッドブラック

#### 2004年仕様（K4）
カラーバリエーションが以下のように改められた。
- ██パールスズキディープブルー×グラススプラッシュホワイト
- ██メタリックフリントグレイ×オーピメントイエロー
- ██ソリッドブラック×メタリックフリントグレイ

### 2005年型（K5、K6）
2005年には、1,000 ccレースレギュレーション内でのさらなる出力増を主目的として2回目のフルモデルチェンジを受けた。エンジンはボアを1気筒あたり0.4 mm広げた73.4 mmとし、総排気量はほぼフルスケールの998.6 ccとなった。最高出力は178 PSに上昇し、乾燥重量166 kgという軽量な車体と相まって、パワーウエイトレシオはF1に匹敵する0.93 kg/PSを、あくまでカタログ数値上ではあるが達成した。前年登場のライバル各車がセンターアップマフラーを採用していた中で、R1000はオーソドックスな右出しマフラーを採用し続けた。スズキによれば、センターアップを採用しないことによりマスの集中化が図られ（マフラーという重量物をセンターアップより重心に近づける事ができる）、さらに軽量化にも有利とされた。また増大した出力に対応する為にバックトルクリミッターを採用した。
この2005年モデルでスズキはスーパーバイク世界選手権にワークス体制で参戦し、それまでドゥカティの独擅場であった（過去18回のうちメーカータイトル13回、ライダータイトル11回をそれぞれ獲得していた）本シリーズのタイトル奪取に成功した。
英の自動車専門誌であるAUTOCAR誌恒例の0-100-0 mphテストに飛び入り参加したGSX-R1000は、0-100 mph加速においてポルシェやランボルギーニに加え、ケーターハム、アリエルアトムなどの特殊スポーツカーをも含め、参加した全ての超高性能車を大差で破り「本気で加速する大型バイクには、最速のロードカーでさえ付いていくことは不可能だ」との評価を受けた。なお、テストライダーのニール・マッケンジーは圧倒的な勝利にもかかわらず、1速で155 km/hまでしか出ないことに不満をもらしたと記されている。
（翌年号のテストにおいてレーシングフォーミュラーマシン（A1グランプリカー）に破られた。）

#### 2005年仕様（K5）
以下のカラーバリエーションで発売された。
- ██パールスズキディープブルー×グラススプラッシュホワイト
- ██パールフラッシュイエロー×ソリッドブラック
- ██ソリッドブラック×メタリックオートグレー

#### 2006年仕様（K6）
限定仕様としてヨーロッパ限定色ソリッドブラック×マットブラックNo.2が発売され、カラーバリエーションが以下のように改められた。
- ██ソリッドブラック×マットブラックNo.2（限定仕様）
- ██パールスズキディープブルー×グラススプラッシュホワイト
- ██メタリックオートグレーメタリック×メタリックファントムグレー
- ██マーブルエラクルスレッド×ソリッドブラック

### 2007年型（K7、K8）
2007年にシリーズ3回目となるフルモデルチェンジを受けた。EUの自動車排出ガス規制に対応するため、今回もセンターアップマフラーは採用せず両側出しマフラーとした。この結果、乾燥重量は172 kgと先代から6 kg増加しているが、エンジンも185 PSまでパワーアップされ、パワーウエイトレシオは0.93 kg/PSと、先代とほぼ同値をキープしている。また、走行場面に応じエンジン出力特性を3つのモードに切り替え可能な機構（S-DMS）を搭載した。
2007年7月29日、2007年モデルは鈴鹿8時間耐久ロードレースで加賀山就臣/秋吉耕佑組により、750 ccレギュレーション時代を含め、GSX-Rシリーズ初の優勝を飾った。また、この年のJSB1000では渡辺篤がシリーズチャンピオンを獲得した。

#### 2007年仕様（K7）
以下のカラーバリエーションで発売された。
- ██パールビガーブルー×グラススプラッシュホワイト
- ██マーブルデイトナイエロー×メタリックミスティックシルバー
- ██キャンディマックスオレンジ×ソリッドブラック

#### 2008年仕様（K8）
カラーバリエーションが以下のように改められた。
- ██パールビガーブルー×グラススプラッシュホワイト
- ██ソリッドブラック×メタリックマジェスティックゴールド
- ██ソリッドブラック×メタリックマットブラックNo.2
- ██グラススプラッシュホワイト×メタリックミスティックシルバー

### 2009年型（K9、L0、L1）
シリーズ4回目となるフルモデルチェンジを受ける。プロダクト・コンセプトは『The Top Performer』主な変更点として下記があげられる。
- エンジン、フレームを新設計とし、軽量化とコンパクト化
- フロントサスペンションにBPF(ビッグピストンフロントフォーク)を採用
- フロントのブレーキキャリパーには、トキコ製モノブロックキャリパーを装備

エンジンは前モデルまでは、2000年型GSX-R750のストロークを延長したものを改良し使用してきたが、新設計となったことによりショートストローク化している。エンジン出力は前モデルと同様の185 PSとなっている。前モデルと同様の両側出しマフラー、S-DMSを引き続き搭載しており、3つの出力特性に切り替えが可能。
同年7月26日に開催された鈴鹿8時間耐久ロードレースでは、酒井大作/青木宣篤/徳留和樹組により、2007年に続き2度目の優勝を飾った。

#### 2009年仕様（K9）
以下のカラーバリエーションで発売された。
- ██メタリックトリトンブルー×グラススプラッシュホワイト
- ██ソリッドブラック×メタリックマットブラックNo.2
- ██グラススプラッシュホワイト×メタリックミスティックシルバー
- ██キャンディダークチェリー×ソリッドブラック

#### 2010年仕様（L0）
GSX-R1000の25周年記念モデルとして1,000台限定でアニバーサリーモデルが発売され、またカラーバリエーションが以下のように改められた。
- ██チタンシルバー×ホワイト（25周年記念仕様）
- ██グラススプラッシュホワイト×メタリックマットステラーブルー
- ██ソリッドブラック×メタリックマットチタニウムシルバー
- ██メタリックマットブラックNo.2×メタリックアクアブルー

#### 2011年仕様（L1）
カラーバリエーションが以下のように改められた。
- ██メタリックトリトンブルー×グラススプラッシュホワイト
- ██ソリッドブラック×メタリックマットチタニウムシルバー

### 2012年型（L2）
2012年には、5回目のモデルチェンジを敢行。基本的な車体構成は先代と変わらないが、エンジンは新開発の軽量ピストンを採用し、圧縮比が12.8：1から12.9：1へと引き上げられた。
バルブリフト量やカムも改良され、また排気バルブが耐熱性を考慮してスチール製に変更された。また、クランクケース内の圧力を逃がすベンチレーションホールも面積が拡大されポンピングロスが更に軽減されている。
排気系は2007年以降採用されて来た両側出しマフラーが右1本出し4-2-1集合に変更され、軽量化が図られるとともにピークパワー向上に寄与している。
以上の改良からピーク時のパワー向上はもちろん中速域のレスポンスの向上が図られており、最高出力発生回転数が500 rpm下げられていることからもそれが分かる。
またフロントブレーキキャリパーがブレンボ製のモノブロックキャリパーに変更されるとともにブレーキディスクが耐熱ステンレス化され、ブレーキ系統で130 gの軽量化が図られた。さらに前後ホイールも軽量化が図られており、ハンドリング向上に貢献している。

#### 2012年仕様（L2）
以下のカラーバリエーションで発売された。
- ██メタリックトリトンブルー×グラススプラッシュホワイト
- ██ソリッドブラック×メタリックマットチタニックシルバー

#### 2013年仕様（L3）
累計100万台生産達成を記念する特別仕様車が初代の発売された1985年にちなんで1985台限定で発売された。

#### 2014年仕様（L4）
カラーバリエーションが以下のように改められた
。
- ██メタリックトリトンブルー×パールグレイシャーホワイト
- ██グラススパークルブラック×メタリックマットフィブロイングレー

### 2017年型（L7）
2017年にK9以来、8年振りとなる6回目のフルモデルチェンジが行われた。このモデルは通常・ABS・R の3仕様となる。
車体は空気抵抗を抑えるためカウルとともに全面改良され、エンジンは回転の遠心力を利用した可変バルブ機構であるSR-VVTを採用し圧縮比をさらに13.2：1へと引き上げた。この圧縮比の値は少し前の鈴鹿8耐レーサーマシンやスペシャルチューンのレーシングエンジン並の値である。
電子制御を行なうIMUを搭載しており、ABS・R 仕様はABSと連動して車体をコントロールする機能も追加させている。また全仕様に10段階で選べるトラクションコントロールシステムも搭載している。
また、前モデルに引き続きブレンボ製のモノブロックキャリパーを標準装備している。ブレーキローターは320 mmに大径化し、ブレンボ製フルフローティングローターに変更。制動力と放熱性を高めた。スズキ独自のブレンボTドライブとローターピンを交互に組み合わせた独特なブレーキディスクとなっている。
ミッションも大幅なバージョンアップがなされ、久方振りにカセットトランスミッションに変更された。カセットミッションはエンジンを割らなくてもミッションにアクセスできる為、コース毎のギアレシオ変更を容易にしている。
なお R 仕様にはローンチコントロールスイッチ、クイックシフトシステム、ショーワ製バランスフリーサスペンションなどが追加装備されている。

#### 日本国内仕様
2017年7月28日より1000シリーズでは初めて国内モデルとしてもラインナップに追加されることになり、日本国内仕様として GSX-R1000R ABS が発売された。
日本国内仕様は 欧州向けの R 仕様を元に製造されており、エンジン出力は197 PSで日本の型式認定車両としては隼に並ぶ最大の数値となっている。またETCが標準で装備された。
また車体やエンジンはMotoGPマシンであるGSX-RR譲りであり、硬く高剛性のフレームでは乗り難くなってしまう為、エンジンブロックを強化しメンバーとして使う比率を高めた。
結果、L7はL6よりフレームを10 %軽量化した上で強度や剛性は先代と同等値を保っており、剛性が最適化されたフレームは増大したパワーを受け止められる事はもちろん、フレームがしなり易くなった事により、車体をより簡単にいなせる様になった。
見た目も歴代のマシンより華奢な印象になりフレーム幅も細くピボット部分は先代と比べると半分程度の幅になっている。
エンジンパワーは歴代最強の202 PS(欧州仕様)を発揮しており、長らく水をあけられていたライバルとの差を一気に詰めトップに躍り出てきた。当初GSX-RRとの共通化をより図る為、ビッグバンエンジンでの開発が噂されたが、スクリーマーエンジンにもメリットは多く、望みはあるとしスクリーマーでの登場となった。
エンジン開発は国内ライバルメーカーはもちろんの事、ストック状態で最強加速マシンであるBMW S1000RRの加速を超える事を目標にし、実際にベンチの実測値でも全域に渡ってS1000RRのパワーを上回る事に成功した。
これはS-TFIと吸気SR-VVTにF1等と同様のバルブトレインであるフィンガーフォロワーロッカーアームや1・4番可変ファンネル、SET-Aによるものが大きい。エアクリーナー内部のトップに設けられたトップフィードインジェクターは、過去に搭載されたツインインジェクターのSDTVに比べ霧化特性に優れており、トップエンド領域でのパワー向上に貢献している。
インテークカム側に設けられたSR-VVTはカムにラジアルスリットとヘリカルスリットが掘られたスプロケットにスチールボールを埋め込みボールが遠心力でスライドする事でカムの角度を変えるという非常に単純明解な機構となっている。高回転時にインテーク側のバルブタイミングを遅らせることにより充填効率を高め、高回転域でのピークパワー向上に貢献している。
SET-Aは低中速〜全域に渡ってトルクを増幅させる為、過去にも中間パイプ内にコントロールバルブが搭載されていたが、SET-Aはその機構をより昇華させた物になっている。従来通り中間パイプ内のバルブと共に、エキパイ側にもバルブを設けた。1-4と2-3のエグゾーストパイプをバイパスすれば排気管長が長く取れ高回転域でのパワーは向上するが、このレイアウトでは低中速域が苦手な特性になってしまう。
そこでL7は1-4 2-3のバイパスパイプの間に縦に連結パイプとバルブを設け中間パイプ側と複合的に排気脈動コントロールする事により、全域に渡って分厚いトルクを引き出せる機構になっている。L7 GSX-R1000が全域でトルクフルなのはレーシングVVTとこの機構による物が大きい。スズキはS-TFIとSET-A、SR-VVTを纏め「ブロードパワーシステム」と呼称している。
また、GSX-R1000の象徴とも言うべきであったエンジンのボアストローク比も、第二世代までは長らくSSとしては異例のロングストロークを維持してきたが、ここへ来て大幅にショートストローク化され第三世代では、ライバルメーカーと同等値のボアストローク比になり、超高回転型エンジンへと変貌を遂げた。
エンジンのショートストローク化に伴ってエンジンの振動は軽減出来る為、1次バランサーシャフトも排除出来る。バランサーシャフトレスはよりパワーが向上が望めるため(一般的には5〜8 PS程度の馬力損失)、L7からはバランサーシャフトレスとなった。
こういった大幅な全面刷新により、レッドラインが先代から1,000 rpm向上と大幅に高回転化され、静止状態で隼やライバルメーカーを上回るクラストップとなる202 PSの大台を達成した。

### レースベース車
かつて日本向け仕様の発売がされていなかった頃は、スズキ子会社の株式会社スズキ二輪はレース向けの「レースベース車」を予約限定で発売していた。これは欧州向けの公道用車両にヨシムラジャパンのレースキットを付属して販売するものである。
なお販売は株式会社スズキビジネスによりスズキ系列のレーシングプロショップ限定で行われ、車両を登録して公道を走行させることはできない。

## 画像

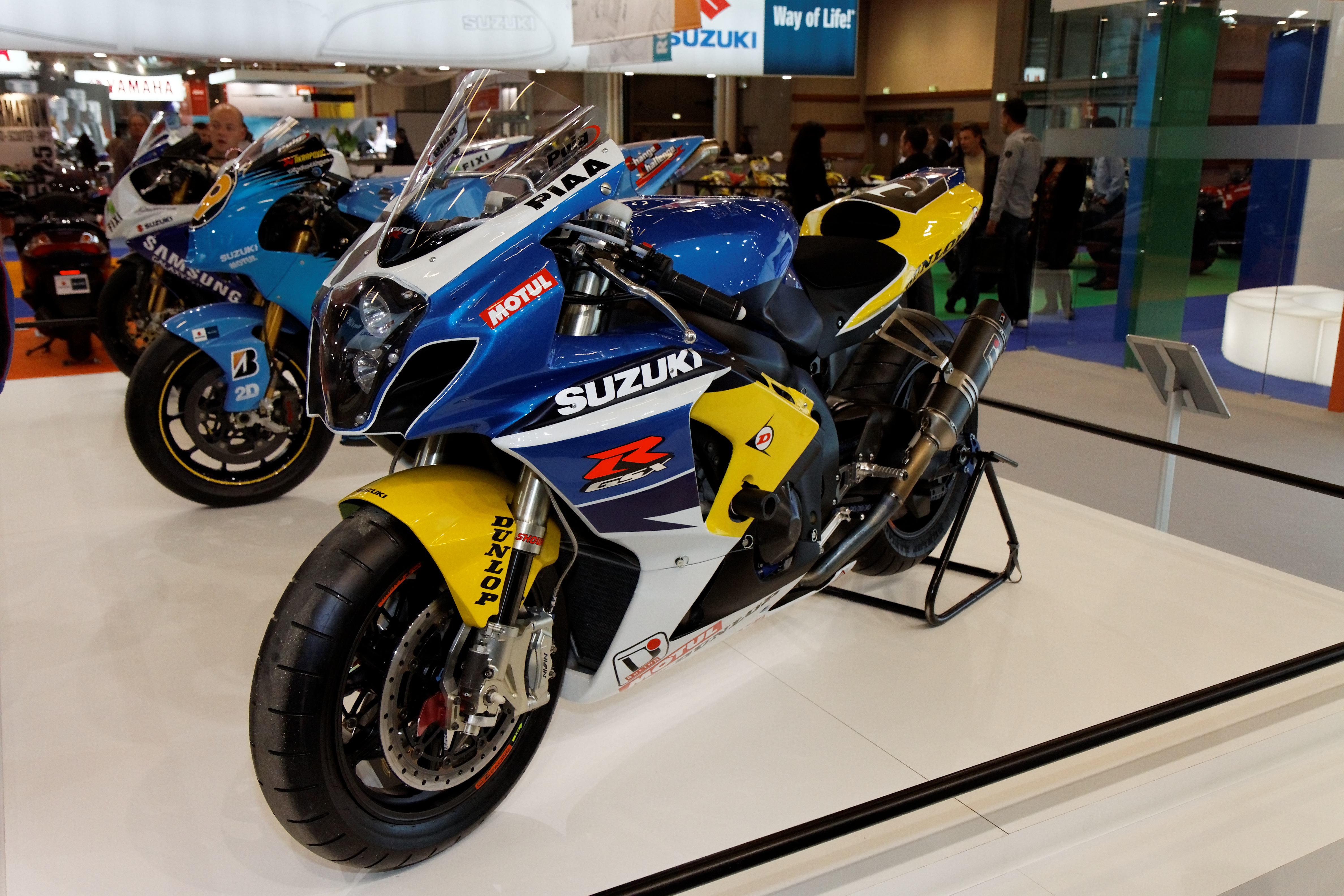
ベース車両にGSX-R1000が用いられた車両
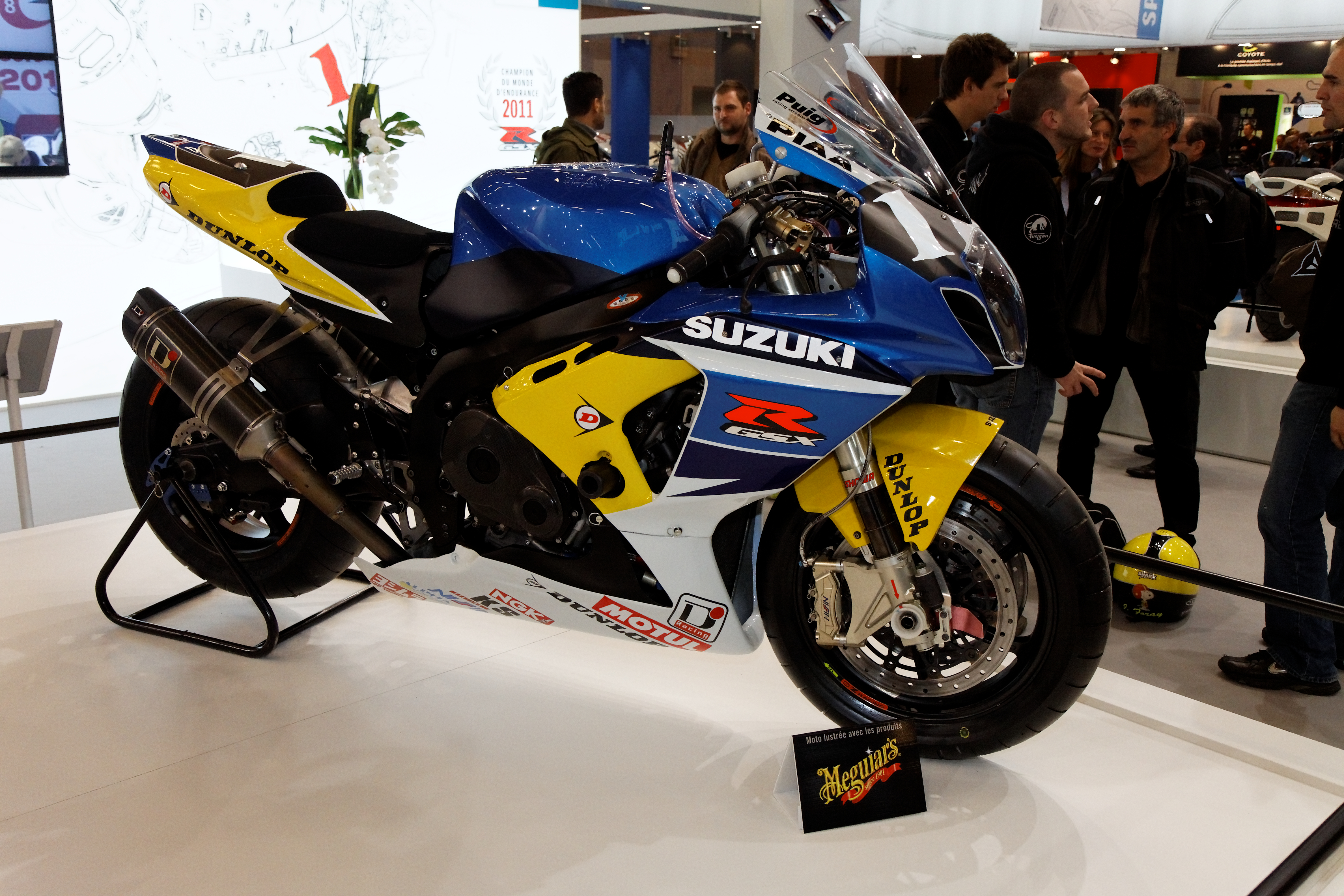
ベース車両にGSX-R1000が用いられた車両
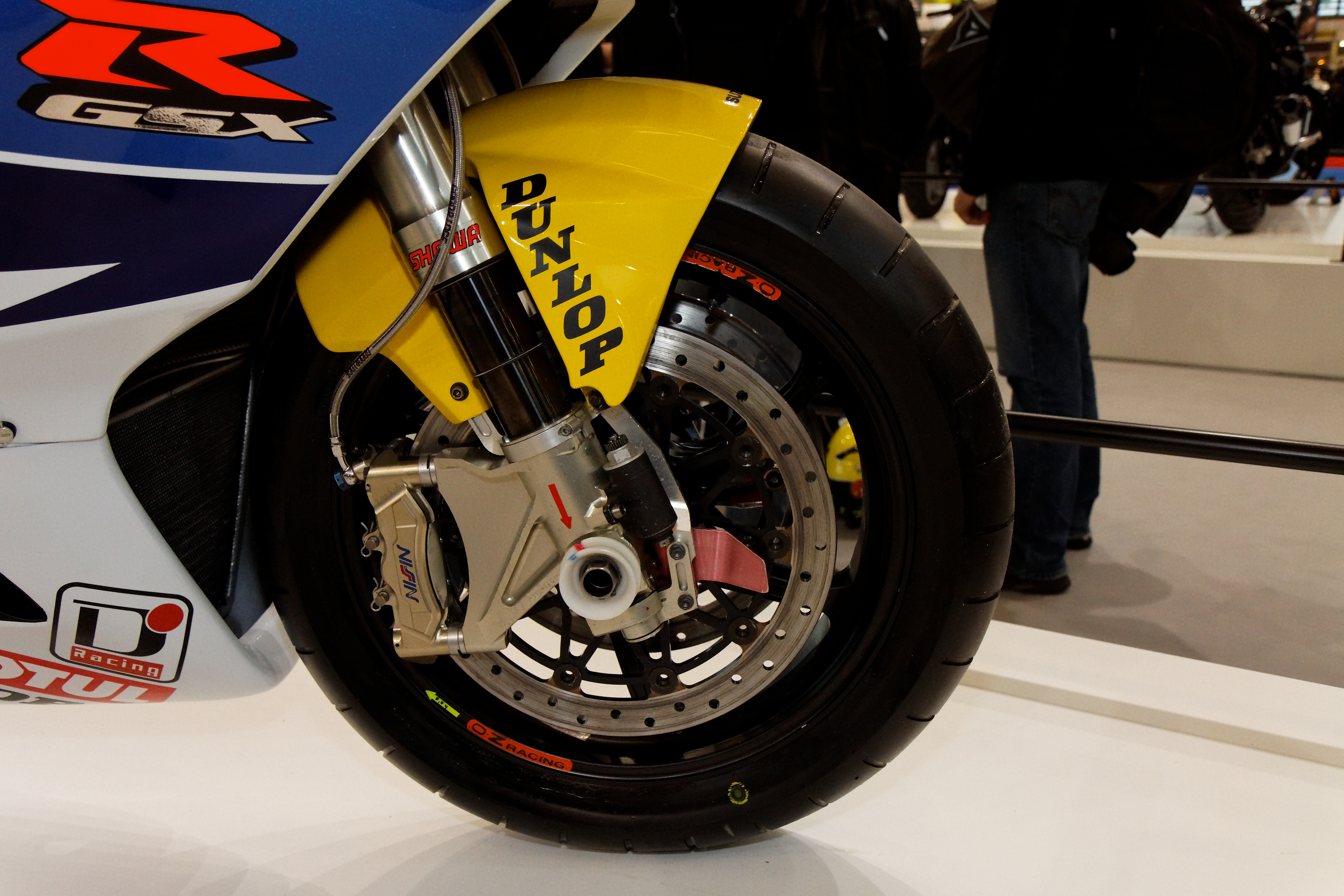
ベース車両にGSX-R1000が用いられた車両
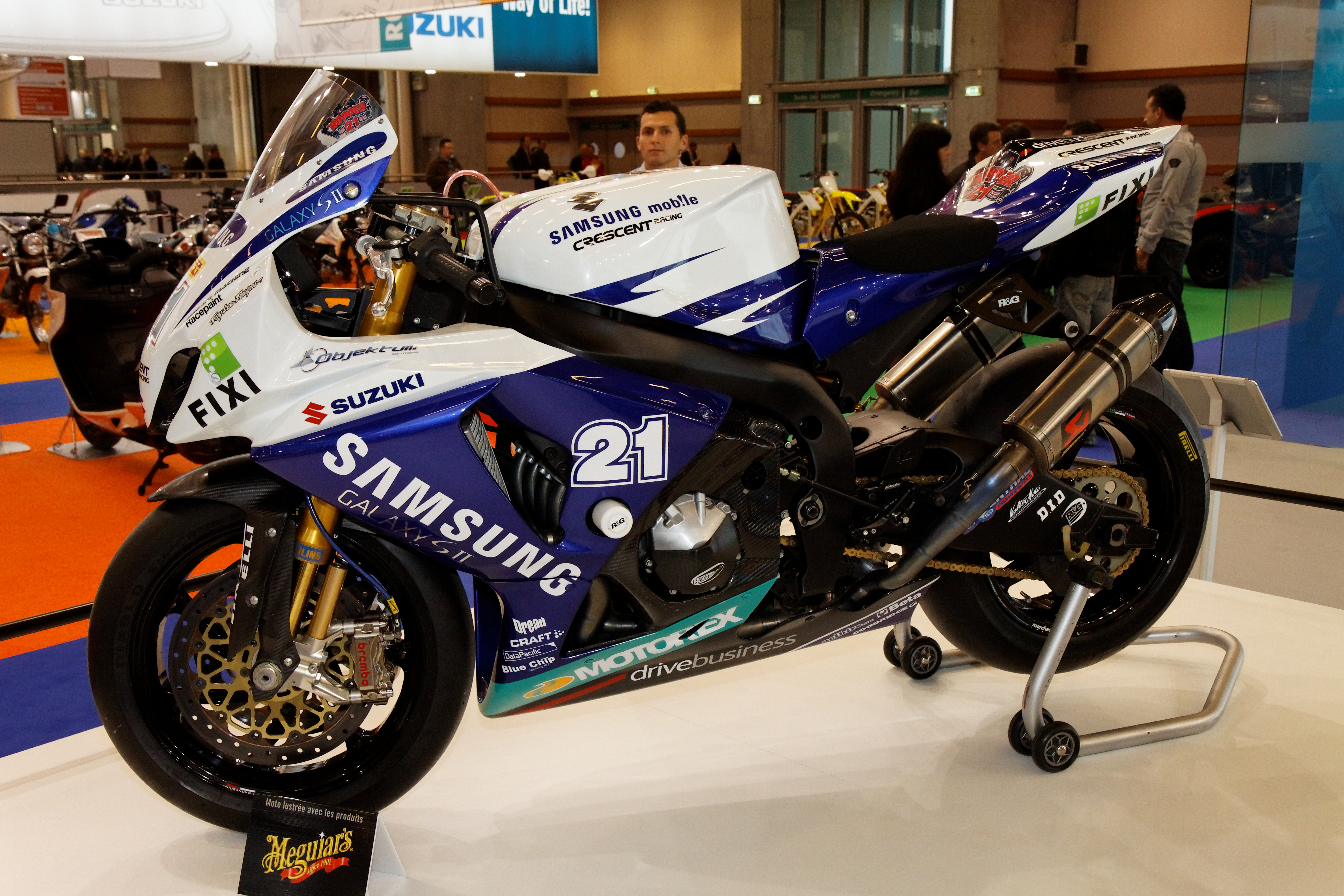
ベース車両にGSX-R1000が用いられた車両
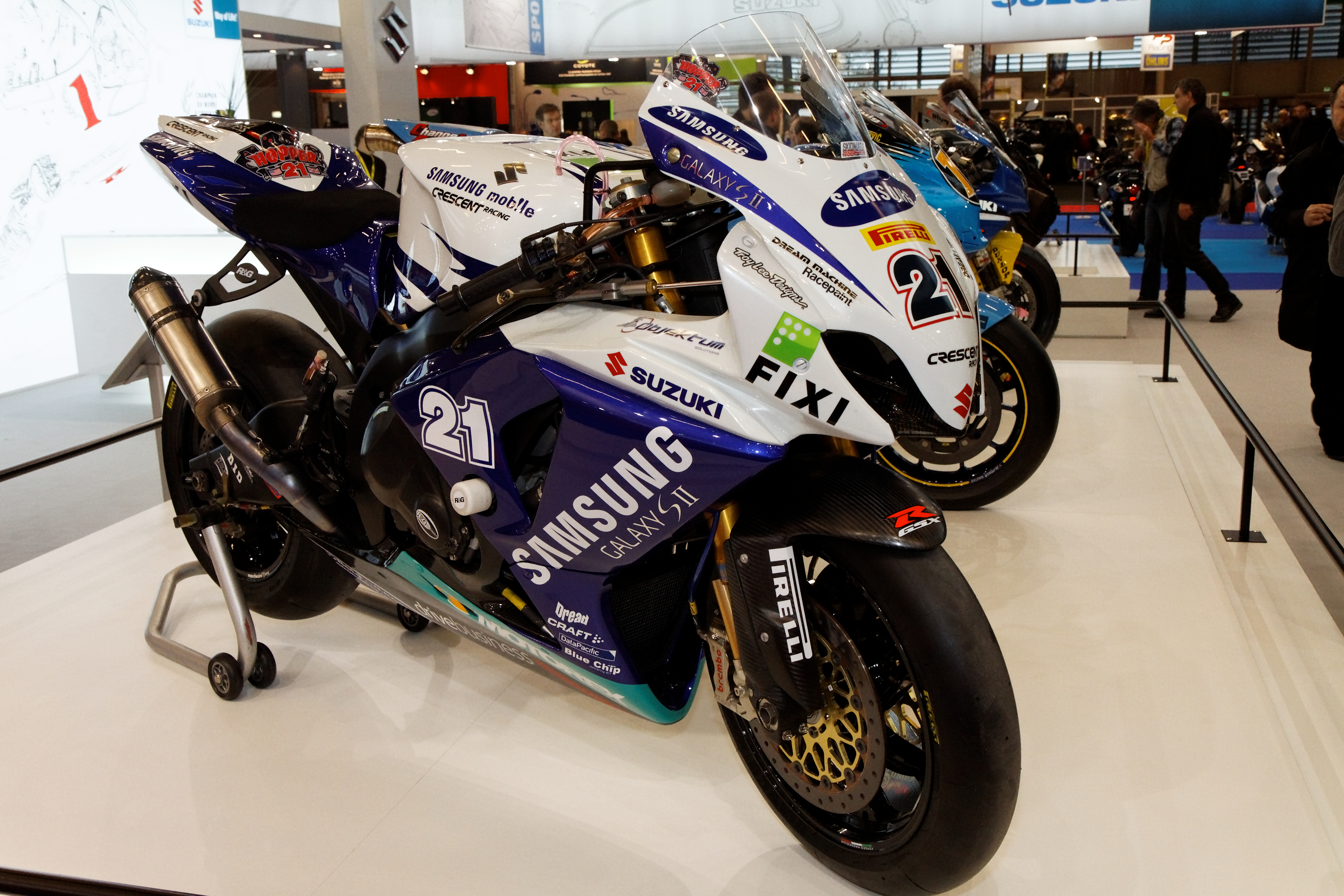
ベース車両にGSX-R1000が用いられた車両
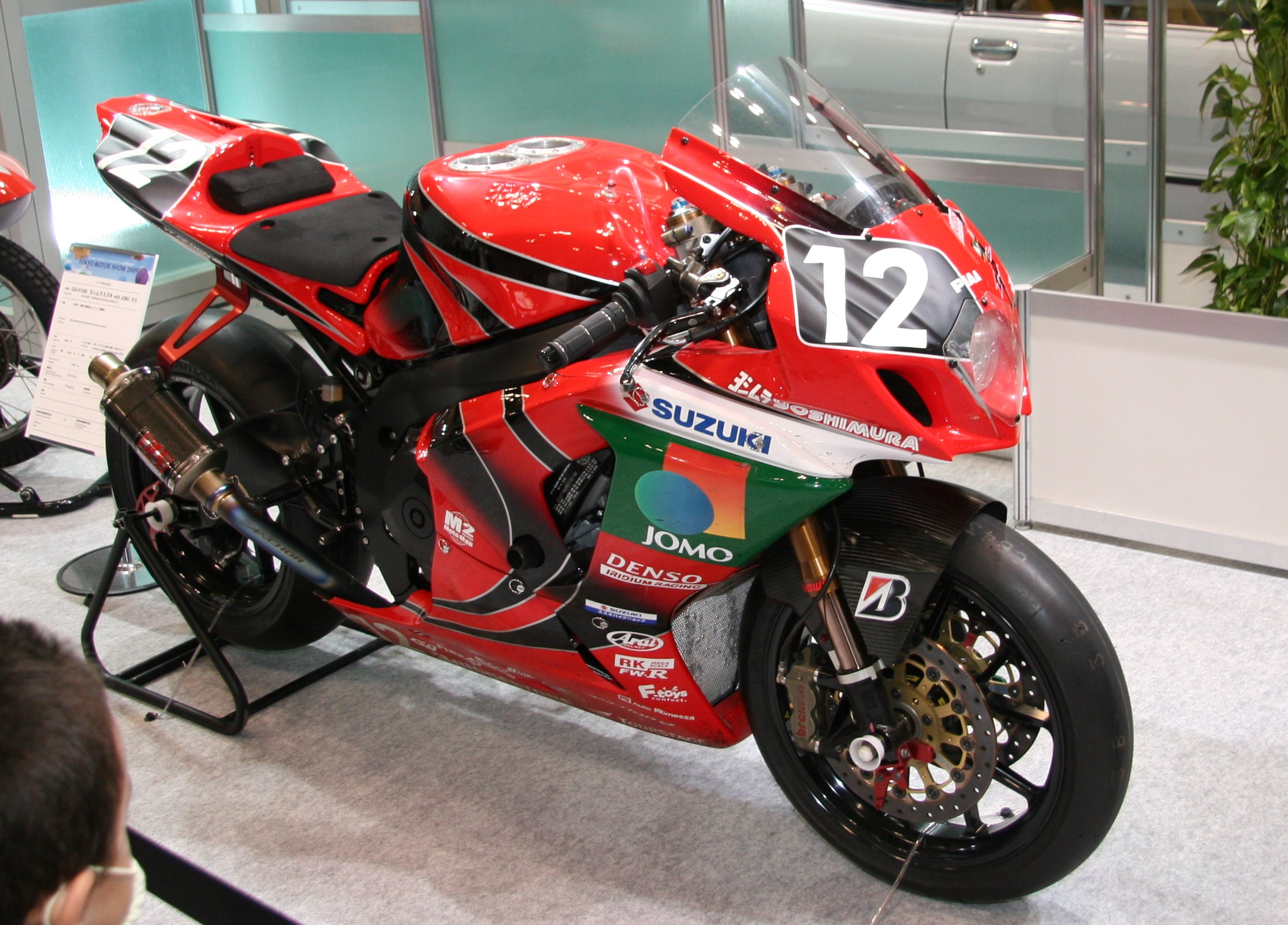
ヨシムラによるレーサー車両